# Escúzar
Escúzar – gmina w Hiszpanii, w prowincji Grenada, w Andaluzji, o powierzchni 46,39 km². W 2011 roku gmina liczyła 792 mieszkańców.
Escúzar znajduje się obok równiny Świątynnej, pomiędzy górami oddzielającymi ją od Santa Fe i u podnóża Sierra de Pera, przykład typowego śródziemnomorskiego lasu pełnego dębów i zarośli, w którym z łatwością można zobaczyć dziki, lisy, króliki i zające.